# Mawlawiyya

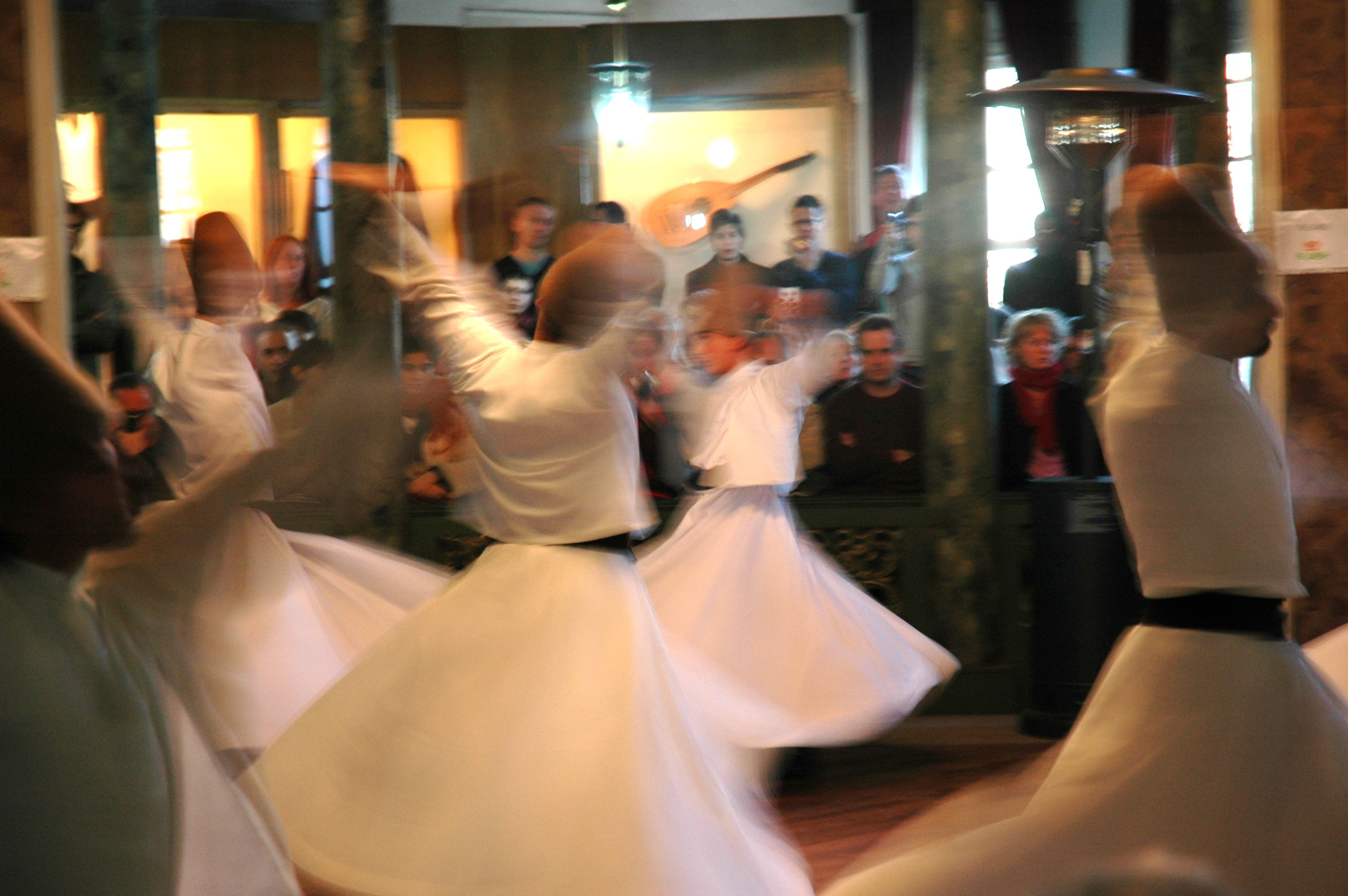
Dervixos giròvags de l'orde mevlevi

Mawlawiyya o orde mevlevi és una confraria sufí que pren el nom de mawlana (Nostre Mestre) que portaven els caps de la confraria (Mawlana Khunkar, la segona paraula és la forma turca de mawla), que fou el malnom del fundador Jalal-ad-Din Muhàmmad Rumi (1207-1273), i els membres de la qual foren coneguts pels europeus com "dervixos dansaires". S'acosta a la mística per la música i la dansa. Es va desenvolupar a l'Imperi Otomà i fou suprimida per Ataturk pel decret del 4 de setembre de 1925. Pel mateix temps (començament de la dècada) es va extingir a Grècia i Iugoslàvia; a Síria va subsistir fins als anys cinquanta; a Egipte es va clausurar el desembre de 1954 com totes les turuq d'Egipte. Només va subsistir al Líban fins al 1982 quan el darrer xeic va morir en un bombardeig israelià.